# Fränkische Tagespost

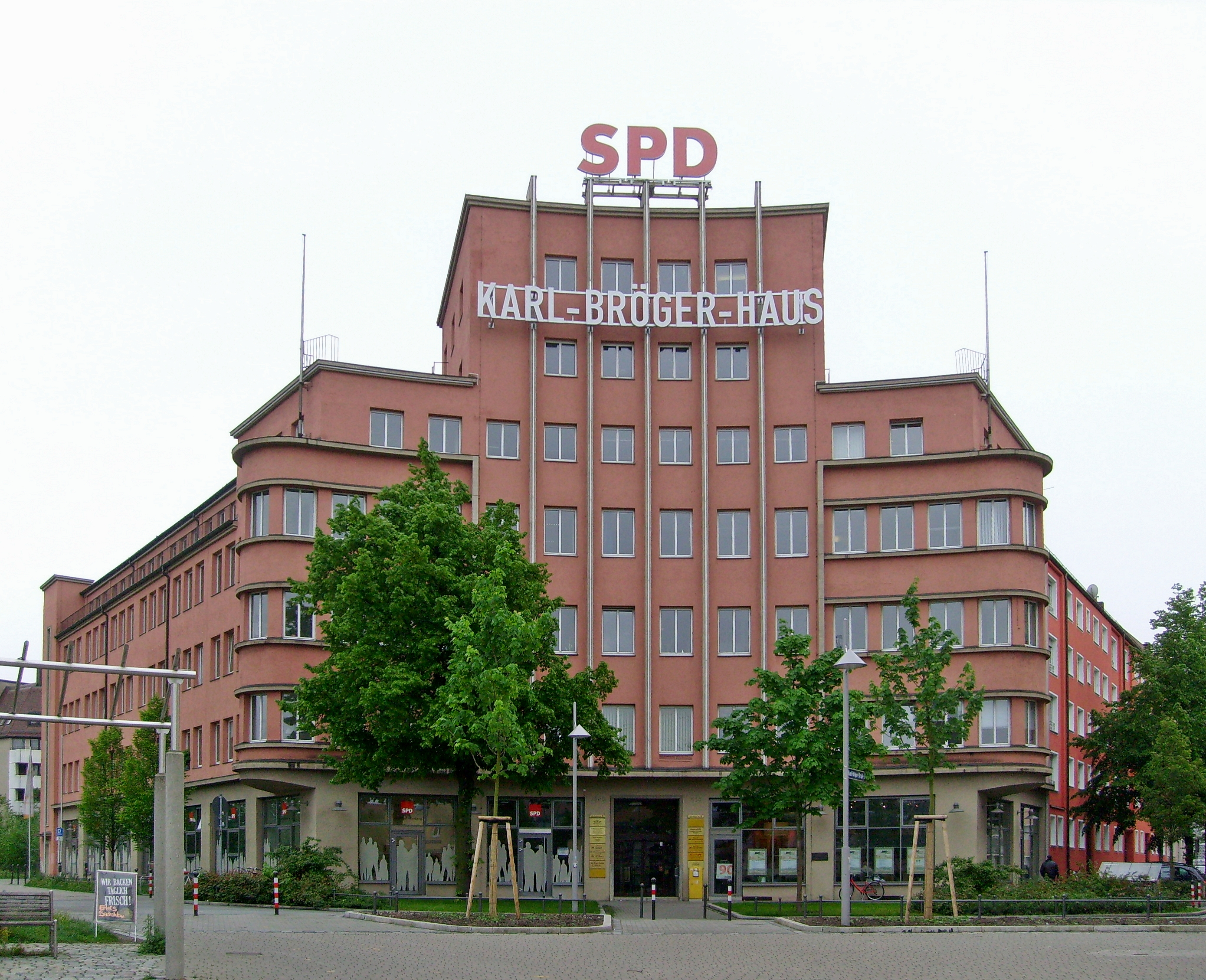
Das ehemalige Verlagsgebäude, heute Karl-Bröger-Haus.

Die Fränkische Tagespost war eine sozialdemokratische Nürnberger Tageszeitung, die von 1875 bis 1933 sowie von 1948 bis 1971 erschien. Sie war neben dem Offenbacher Abendblatt die einzige sozialdemokratische Zeitung, die auch in den Jahren des Sozialistengesetzes (1878–1890) erschien.
1875 von Gabriel Löwenstein, einem führenden Mitglied der Fränkischen Arbeiterbewegung, als Gegengewicht zur bürgerlichen Presse unter dem Namen Nürnberg-Fürther Sozialdemokrat gegründet, wurde sie 1878 in Fränkische Tagespost umbenannt und entwickelte sich zu einem wichtigen sozialdemokratischen Parteiblatt. Herausgeber beziehungsweise Chefredakteure waren August Meier, Karl Grillenberger, Kurt Eisner, Adolf Braun oder Philipp Scheidemann. Der Schriftsteller Karl Bröger veröffentlichte Theaterkritiken und ab Ende 1924 die politisch-satirische Wochen-Kolumne „Stachelhecke“; Philipp Rupprecht, späterer Hauptzeichner der antisemitischen Hetzzeitschrift Der Stürmer, zeichnete Karikaturen. Für die Schachecke zeichnete der Philosoph Georg Klaus verantwortlich. Als Parlamentsberichterstatter war Philipp Pless tätig. Redakteure waren beispielsweise Bruno Schoenlank, Albert Südekum, Philipp Scheidemann, Emil Fischer, Hans Emil Hirschfeld oder Kurt Karl Doberer, der angeblich nur deswegen in die SPD eingetreten sein soll, um eine Veröffentlichung seines Fortsetzungsromans Pioniere in der Fränkischen Post zu erreichen.
1930 bezog die Fränkische Verlagsanstalt ihr neues Verlagshaus in der Nürnberger Ziegelgasse hinter dem Bahnhof, heute Karl-Bröger-Straße, das erste Hochhaus Nürnbergs, errichtet von den Nürnberger Architekten Hans Müller und Karl Kröck. In dem Gebäude waren auch Verlag, Redaktion und Druckerei der Fränkischen Tagespost sowie die SPD-Parteizentrale untergebracht.
Die Reichstagsbrandverordnung vom 28. Februar 1933 schränkte eine Reihe von Grundrechten ein. Dazu gehörten neben dem Verbot von Versammlungen und Demonstrationen der SPD und KPD, der Verhaftung einer Reihe von Linkspolitikern und der Beurlaubung oder Amtsenthebung führender Regierungsbeamter auch das Verbot einer Vielzahl von Zeitungen, einschließlich der Fränkischen Tagespost.
Am 10. März 1933 wurde das Verlagshaus von der SA unter Beteiligung auch anderer NSDAP-Mitglieder gestürmt und die Druckerei zerstört, nachdem am Vortag Polizeipräsidium, Rathaus und andere öffentliche Gebäude in Nürnberg besetzt worden waren.
Nach dem Zweiten Weltkrieg erschien statt der Tagespost zunächst ein SPD-Mitteilungsblatt. Ab November 1948 erschien die Tagespost wieder, zunächst allerdings nicht als Tageszeitung. Ab 1953 erschien die Fränkische Tagespost wieder werktäglich. Später wurde die Zahl der Ausgaben pro Woche wegen der zurückgehenden Auflage wieder reduziert, 1971 wurde die Zeitung endgültig eingestellt.
Die Fränkische Tagespost unterhielt Nebenausgaben wie zum Beispiel das Erlanger Volksblatt.